# Jerzy Czeszejko-Sochacki

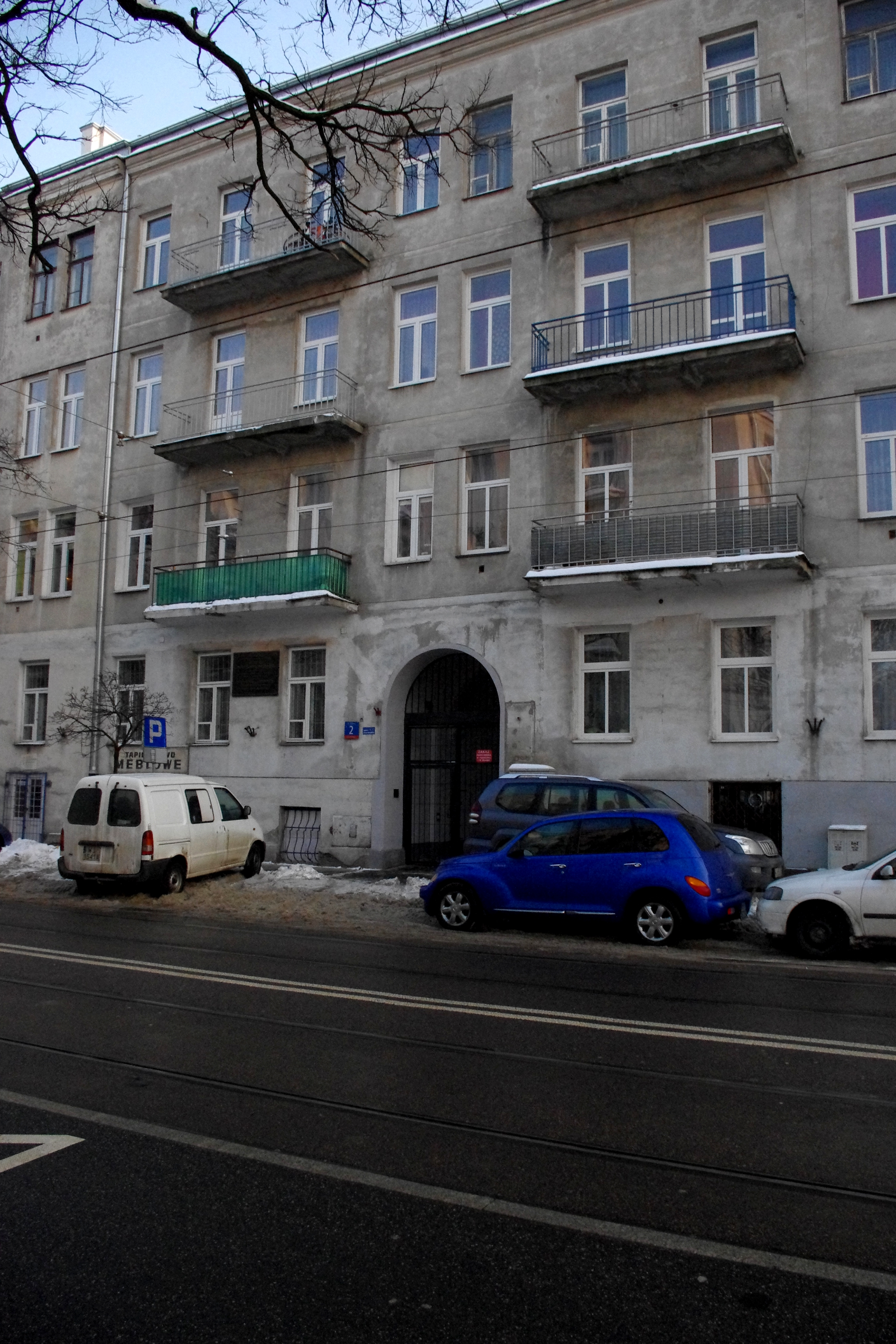
Kamienica przy ulicy Stalowej 2 na Pradze, gdzie w latach 1924–1928 mieszkał Jerzy Czeszejko-Sochacki

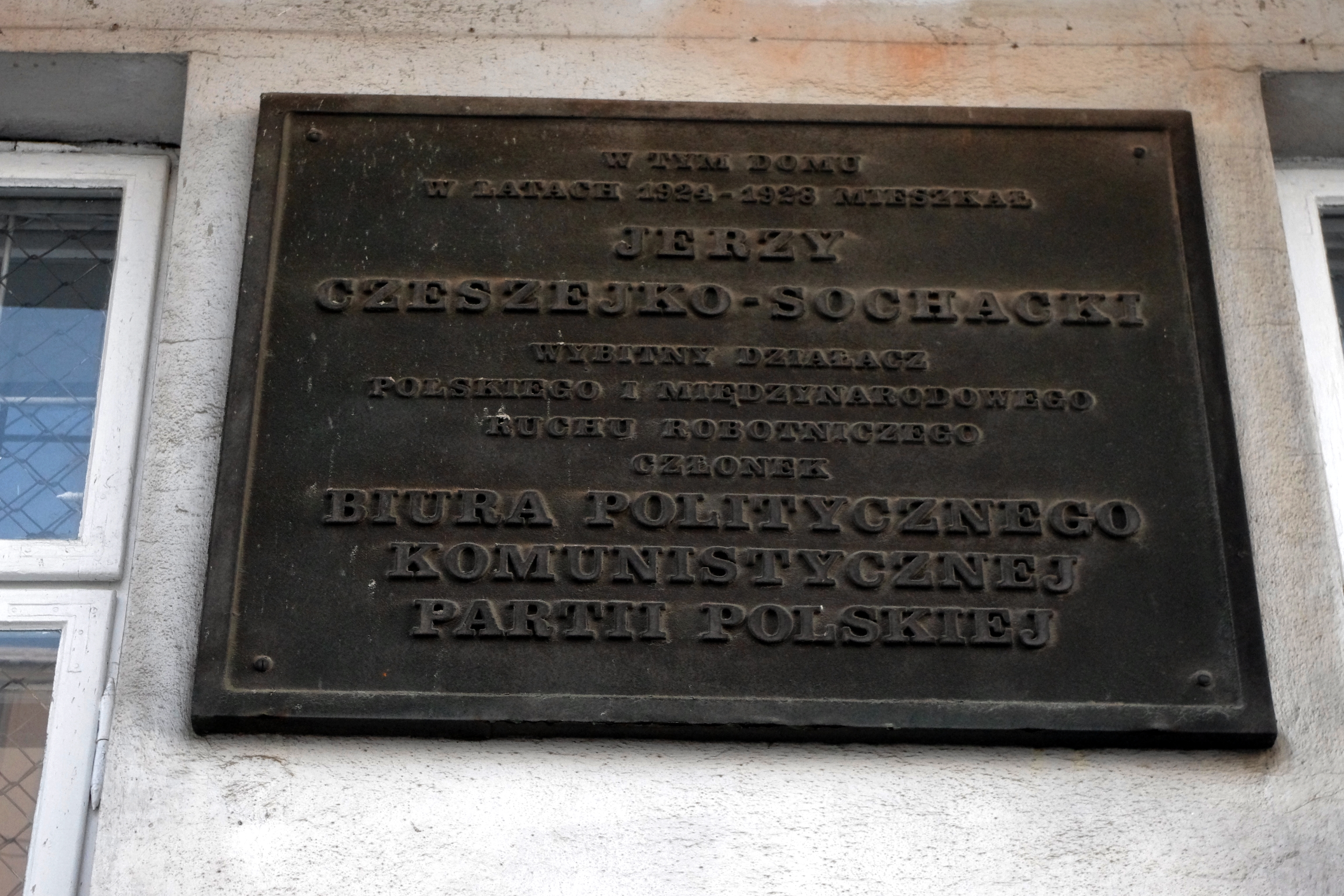
Tablica upamiętniająca Jerzego Czeszejkę-Sochackiego, która wisiała na kamienicy przy ul. Stalowej 2 do 2019 roku

Jerzy Czeszejko-Sochacki ps. „Bratkowski”, „Bruzda”, „Konrad” (ur. 29 listopada 1892 w Niżynie, zm. 4 września 1933 w Moskwie) – polski polityk socjalistyczny i komunistyczny, publicysta, poseł na Sejm RP.

## Życiorys
Był synem Wacława Czeszejki-Sochackiego, farmaceuty, i Walerii z d. Bogusławskiej. Po ukończeniu gimnazjum realnego w Dyneburgu, gdzie przenieśli się rodzice, w latach 1911–1915 studiował na wydziale prawa Uniwersytetu w Petersburgu, zaliczając osiem semestrów. Brał czynny udział w podziemnym studenckim ruchu niepodległościowym. W 1911 za udział w demonstracji studenckiej aresztowany i skazany na dwa miesiące aresztu. Publikował w polskojęzycznym Dzienniku Petersburskim (od 1914 Dziennik Petrogradzki).
Od 1914 działał w Polskiej Partii Socjalistycznej–Frakcja Rewolucyjna. Organizował PPS w Wilnie, następnie przeniósł się do Warszawy, gdzie był nauczycielem gimnazjalnym, jednocześnie zajmując się pracą organizacyjną w PPS.
Jako nauczyciel w seminarium nauczycielskim w Siennicy zorganizował bezpośrednio po odzyskaniu niepodległości jedną z nielicznych w Polsce rad delegatów chłopskich i współorganizował (m.in. wraz z Janem Kwapińskim) Związek Zawodowy Robotników Rolnych. Kandydował jednocześnie w styczniu 1919 w wyborach do Sejmu Ustawodawczego, nie zdobył mandatu. Na zjeździe Polskiej Partii Socjalistycznej w 1919 wybrany do Rady Naczelnej i Centralnego Komitetu Wykonawczego (CKW) PPS. Następnie wybrany na sekretarza generalnego PPS. We władzach partii prezentował stanowisko lewicowe i przeciwne wojnie polsko-bolszewickiej.
Na posiedzeniu Rady Naczelnej PPS w końcu lipca 1920, podczas kulminacji ofensywy Armii Czerwonej na Warszawę zgłosił projekt rezolucji o wystąpieniu PPS z koalicyjnego Rządu Obrony Narodowej. Wobec odrzucenia projektu w głosowaniu przez Radę Naczelną zrzekł się funkcji sekretarza generalnego i członka CKW PPS. W marcu 1921 wraz z kilku działaczami socjalistycznymi ogłosił list otwarty o wystąpieniu z PPS. Na kilka dni przed kongresem PPS został aresztowany, kilka miesięcy spędził w więzieniu na Pawiaku. We wrześniu 1921 wstąpił do KPRP, gdzie został dokooptowany do jej Komitetu Centralnego. We władzach partii prezentował stanowisko zmierzające do porozumienia zwalczających się frakcji: większościowców i mniejszościowców.
Brał czynny udział w wyborach do Sejmu RP jesienią 1922 jako jeden z organizatorów i członek Komitetu Centralnego Związku Proletariatu Miast i Wsi – wobec delegalizacji KPRP – oficjalnej przybudówki KPRP wystawiającej kandydatów komunistycznych w wyborach parlamentarnych 1922. W latach 1921–1925 był członkiem Komitetu Centralnego KPRP, a następnie KPP. Od 22 kwietnia 1926 poseł na Sejm RP w miejsce Stanisława Łańcuckiego, który 25 lutego 1926 zrezygnował z mandatu poselskiego po uwięzieniu i wyroku sądowym za działalność antypaństwową.
Ponownie wybrany do Sejmu w wyborach 1928 z listy Jedności Robotniczo-Chłopskiej (wyborczy komitet KPP). W maju 1928 został aresztowany przez policję niemiecką w Berlinie podczas odbywającego się tam posiedzenia Komitetu Centralnego KPP. 27 grudnia 1928 Sejm pozbawił go mandatu poselskiego. Był wówczas członkiem Biura Politycznego KC KPZU (1928–1929) – autonomicznej sekcji KPP. W 1929 został członkiem Biura Politycznego KC KPP. W Berlinie przebywał do 1930, kiedy to wyjechał do Moskwy, by objąć jako przedstawiciel KPP funkcję w Komitecie Wykonawczym Kominternu (zastępca członka prezydium sekretariatu Komitetu Wykonawczego Kominternu). Funkcję sprawował do 1932, gdy przeniesiono go na stanowisko redaktora wychodzącego w Moskwie pisma KPP Z pola walki, wchodził też w skład redakcji teoretycznego organu KC KPP Nowy Przegląd.
13 sierpnia 1933 aresztowany przez OGPU pod zarzutem szpiegostwa – współpracy z II Oddziałem Sztabu Generalnego Wojska Polskiego. 4 września 1933 popełnił samobójstwo – wyskoczył podczas przesłuchania z piątego piętra gmachu OGPU na Łubiance. Jego żona Józefina (z d. Jurewicz) została aresztowana w 1937 w czasie wielkiej czystki, najpierw zesłana do Pawłodaru w Kazachstanie, ponownie aresztowana w 1938, w obozach koncentracyjnych Gułagu do 1946, powróciła do Polski w 1959.
Pośmiertnie zrehabilitowany w listopadzie 1957. Jego grób symboliczny znajduje się na cmentarzu wojskowym na Powązkach w Warszawie (kwatera A31-3-6).

## Rodzina
Ojciec poetki Natalii Astafiewej, tłumaczki literatury polskiej. Jego młodszym bratem był Tadeusz Czeszejko-Sochacki (1895-1940), kapitan Wojska Polskiego, zamordowany przez NKWD w Charkowie w ramach zbrodni katyńskiej.